# Capitanía general de Puerto Rico
La capitanía general de Puerto Rico fue una entidad territorial integrante del Imperio español, que abarcó la isla de Puerto Rico, la de Mona y otras menores adyacentes a ella. Fue creada en 1582 y existió hasta 1809, año que se transformó en la provincia española de Puerto Rico hasta 1814, restaurándose de nuevo la capitanía general hasta 1897. Formaba parte del virreinato de Nueva España hasta 1821 y en lo judicial a la Real Audiencia de Santo Domingo y de la sucesora cubana de Puerto Príncipe o Camagüey, hasta la creación de la Real Audiencia de Puerto Rico en 1831.

## Antecedentes

### Tenencia de gobierno de Puerto Rico
El 19 de noviembre de 1493 durante su segundo viaje a América, Cristóbal Colón descubrió la isla de Puerto Rico, incorporándola a su Virreinato de Indias.
Por una capitulación fechada el 24 de abril de 1504, se nombró a Vicente Yáñez Pinzón capitán y corregidor de la isla de San Juan Bautista o Puerto Rico, pero nunca llegó a la misma. 
En 1510 Juan Ponce de León fue nombrado teniente de gobernador de Puerto Rico y colonizó la isla fundando ese año la población de Cáparra, y en el mismo año, se fundó San Germán.
El 6 de agosto de 1511 el papa Julio II creó la diócesis de Puerto Rico sufragánea de la archidiócesis de Sevilla. En 1519 su jurisdicción fue ampliada para incluir a todas las Antillas Menores y parte de la costa de la capitanía general de Venezuela hasta la desembocadura del río Orinoco, conservando estos territorios hasta 1790, aunque las islas menores se fueron perdiendo a medida que fueron ocupadas por otros países. Su primer obispo, Alonso Manso llegó en 1512.

### Dependencia de la Real Audiencia de Santo Domingo
En 1519 fue fundada la ciudad de San Juan tras el traslado de Cáparra. Desde la instalación de la Real Audiencia de Santo Domingo el 14 de septiembre de 1526, Puerto Rico quedó bajo su jurisdicción.
El Virreinato de Nueva España fue establecido por decreto real del rey Carlos I, del 1 de enero de 1535, aunque la instauración oficial se realizó el 8 de marzo, quedando Puerto Rico bajo su jurisdicción.
En 1545 los franceses atacaron San Germán. En 1573 se refundó San Germán en su actual emplazamiento. El 12 de febrero de 1546 la Diócesis de Puerto Rico pasó a ser sufragánea de la Arquidiócesis de Santo Domingo.

## Capitanía general autónoma
Diego Menéndez de Valdés fue el primer capitán general de Puerto Rico en 1582. En 1586 se estableció una ayuda económica llamada el situado mexicano.
En 1595 fueron rechazados los ataques de los corsarios ingleses Francis Drake y John Hawkins. La isla fue ocupada por el conde inglés George Clifford de Cumberland durante unos meses en 1598.
En 1625 San Juan fue ocupada y saqueada por los holandeses. En 1692 fueron fundados los pueblos de Ponce, Aguada y Loiza y se crearon las tenencias de guerra. El 20 de mayo de 1790 fue creada la diócesis de Santo Tomé de Guayana en la costa venezolana, separándola de la jurisdicción de la diócesis de Puerto Rico.
Una Real Orden del 24 de mayo de 1784 ordenó crear la Intendencia de Puerto Rico unida al cargo del gobernador y capitán general, de acuerdo a la Ordenanza del Río de la Plata. En 1794 se ordenó observar la Ordenanza de Nueva España.
En 1797 fracasó un ataque británico a la isla. En 1800 se trasladó a Santa María del Puerto Príncipe (hoy Camagüey) la Real Audiencia de Santo Domingo, lo que fue dispuesto el 22 de mayo de 1797, ya que esta isla fue cedida a Francia, previamente se había instalado en Santiago de Cuba desde 1799, manteniendo su jurisdicción sobre Puerto Rico. En 1803 al erigirse la Archidiócesis de Santiago de Cuba, la Diócesis de Puerto Rico pasó a ser su sufragánea.

## Provincia española de Puerto Rico
En 1809 la Junta Central de Sevilla transformó a Puerto Rico en una provincia del Reino de España y el Consejo de Regencia emitió el 14 de febrero de 1810 un decreto convocando a las Cortes en Cádiz, estableciendo que Puerto Rico debía elegir un representante, lo cual recayó en Ramón Power. Otro decreto del Consejo de Regencia concedió al gobernador y capitán general Salvador Meléndez facultades omnímodas, estando en vigencia hasta 1812.
Una real orden del 28 de noviembre de 1811 separó el cargo de intendente de hacienda del de gobernador y capitán general de Puerto Rico, con Alejandro Ramírez como su primer intendente, quien asumió el 12 de febrero de 1813.
El 15 de julio de 1812 fue puesta en vigencia en Puerto Rico la Constitución de Cádiz, que expresaba:

El territorio español comprende (...) isla de Cuba con las dos Floridas, la parte española de la isla de Santo Domingo y la isla de Puerto Rico con las demás adyacentes a éstas y al continente en uno y otro mar.

Ese año se estableció la Diputación Provincial de Puerto Rico. Fue abolida por Fernando VII en 1814, restableciéndose la Capitanía General.

## Restauraciones sucesivas de una y otra entidad política
En 1815 Fernando VII por medio de la Real Cédula de Gracias, liberaliza el comercio de la isla. En 1820 fue restablecida la Diputación Provincial al ser también restablecida la Constitución de 1812, siendo nuevamente abolida en 1823. Volvió a entrar en vigencia entre 1836 y 1837.
La nueva Constitución de 1837 establecía que Cuba, Puerto Rico y Filipinas se regirían por leyes especiales, privándolas de representación en las Cortes de Madrid y suprimiendo tanto los ayuntamientos como las diputaciones provinciales democráticamente electas. Un decreto de 1825 vuelve a conceder facultades omnímodas a los Gobernadores de Puerto Rico, manteniéndose hasta su derogación en 1873.
El 19 de junio de 1831 un decreto del rey Fernando VII creó la Real Audiencia de Puerto Rico, que se instaló el 23 de julio de 1832, siendo su presidente el gobernador y capitán general hasta 1861, cuando se separó al gobernador de esta función.

## Intento independentista y la Constitución Autonómica
El 23 de septiembre de 1868 se produce un intento independentista denominado el Grito de Lares. El 30 de junio de 1876, el Rey Alfonso XII promulgó la Constitución que habría de regir por dos décadas.

Sello de la Capitanía General de Puerto Rico (1878)

Por una necesidad monetaria se decidió contramarcar a varias monedas con una flor de lis, durante el período de 1884 hasta 1894, de diversas épocas del Imperio español y de los Estados Unidos de América para que circulasen en la isla y dependencias, excepto la de Vieques que contramarcó sus propias monedas con un sol o estrella de 12 puntas, a veces con una "V" en el centro, durante el mismo período. Debido a varias falsificaciones se procedió a acuñar las primeras monedas propias de la isla de Puerto Rico y dependencias, con los años 1895 y 1896, las cuales circularon por dos años más.
El 25 de noviembre de 1897 se promulgó la Constitución Autonómica para las islas de Cuba y Puerto Rico:

El Gobierno de cada una de las Islas se compondrá de un Parlamento Insular, dividido en dos Cámaras y de un Gobernador General, representante de la Metrópoli, que ejercerá en nombre de ésta la Autoridad suprema.

## Invasión estadounidense
El 25 de julio de 1898 las tropas de los Estados Unidos invadieron Puerto Rico, durante el transcurso de la Guerra hispano-estadounidense, y el 10 de diciembre se firmó el Tratado de París que transfirió la isla a dicha potencia mundial.